# Sukhadhik
Sukhadhik – gaun wikas samiti w zachodniej części Nepalu w strefie Karnali w dystrykcie Mugu. Według nepalskiego spisu powszechnego z 2011 roku liczył on 429 gospodarstw domowych i 2871 mieszkańców (1425 kobiet i 1446 mężczyzn).